# Ronnie Self
Ronnie Self (5 de julho de 1938 – 28 de agosto de 1981) foi um cantor e compositor estadunidense de rockabilly. Seu principal hit foi Bop-A-Lena. Self compôs ao lado de Dub Allbritten a canção I'm Sorry gravada primeiramente por Brenda Lee.
Ronnie sofreu na carreira com o alcoolismo e acessos de raiva, mas nos hits "I'm Sorry", "Sweet Nothin's", and "Everybody Loves Me But You" gravados pela amiga Brenda Lee, se mostraram grandes sucessos.